# Rue des Champs (Antony)
La rue  des Champs est une voie de la commune française d'Antony dans les Hauts-de-Seine.

## Situation et accès
La rue des Champs relie la rue de l'Église à l'avenue du Bois-de-Verrières, et marque sur son tracé le départ de la rue du Vert-Buisson.

## Origine du nom
Cette rue était bordée d'un côté par les champs du lieu-dit les Augustins et de l'autre, par les hauts murs de la propriété de la Tour, qui appartint de 1896 à 1940 à la famille d'Henri du Fayet de La Tour (1855-1913), conservateur adjoint au Cabinet des Médailles de la Bibliothèque Nationale.

## Historique
La rue des Champs a conservé son nom ancien bien qu'on la trouve sur d'anciens plans sous le nom de « ruelle aux Chats », sans doute dû à une mauvaise graphie.

## Bâtiments remarquables et lieux de mémoire

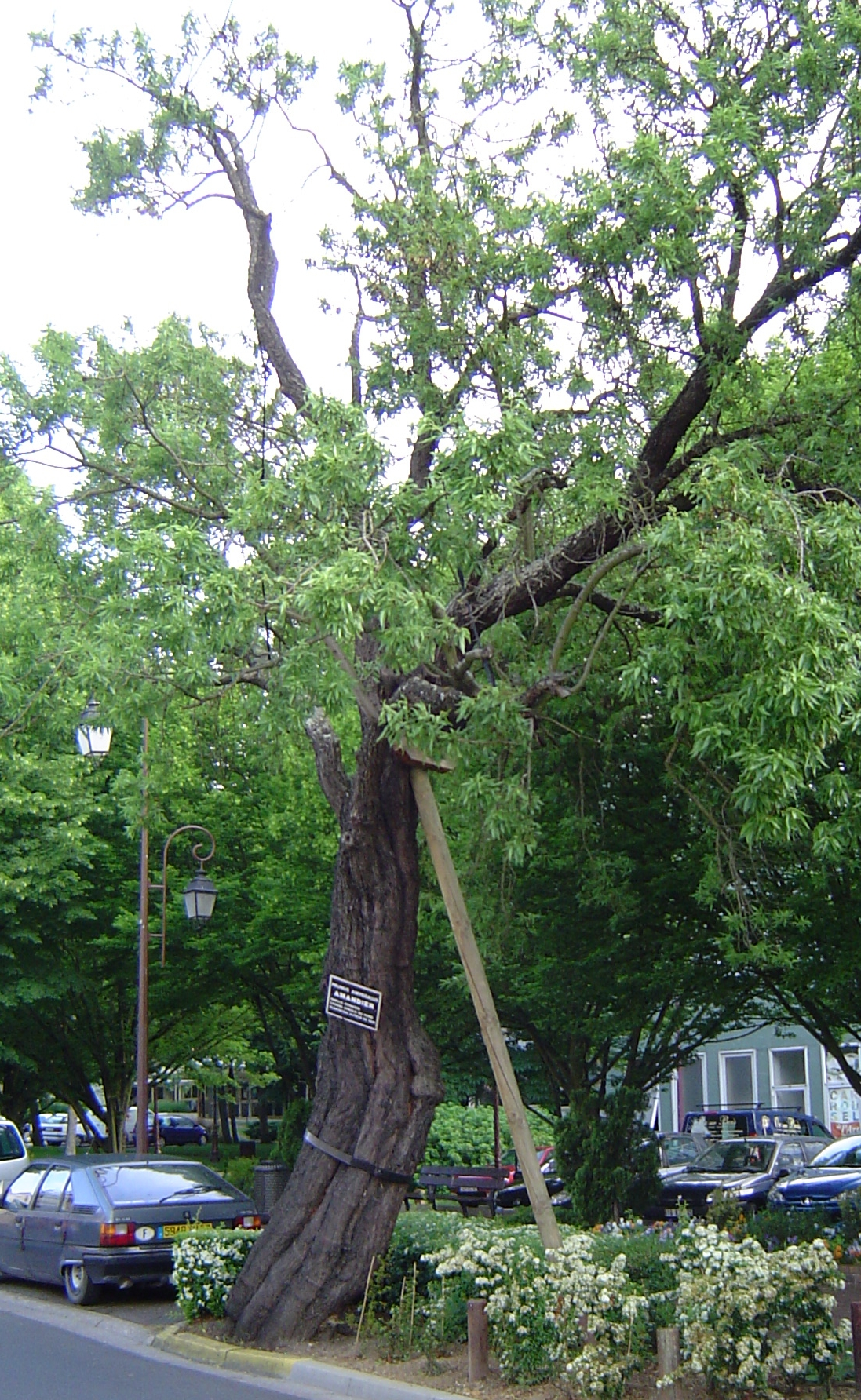
L'amandier de la rue des Champs.

La propriété de la Tour a été acquise par la commune pour y construire des bâtiments publics dont l'hôtel de ville. Il reste du verger de cette propriété un unique amandier planté vers 1850, dont la floraison est attendue par la population locale.
En bas de la rue, lors de constructions en 1988, on découvre des canalisations anciennes, datées du XVIIe siècle, faites sur le modèle des canalisations romaines et posées sur du sable rouge. En bas de la rue, à l'angle avec l'avenue du Bois-de-Verrières, subsiste la plus ancienne maison de vignerons.

## Pour approfondir